# Колбасано (Перуђа)
Колбасано је насеље у Италији у округу Перуђа, региону Умбрија.
Према процени из 2011. у насељу је живело 200 становника. Насеље се налази на надморској висини од 439 м.